# Stor paradislilja
Stor paradislilja (Paradisea lusitanica) är en art inom släktet paradisliljor (Paradisea) och familjen agaveväxter. Förekommer i Portugals och Spaniens bergsområden. Kan odlas som trädgårdsväxt i södra Sverige.
Flerårig ört 90–120 cm. Liknar paradisliljan, men har mindre blommor. Något doftande.

## Odling
Se paradisliljesläktet.

## Synonymer
- Anthericum lusitanicum (Cout.) G.Sampaio
- Liliastrum lusitanicum (Cout.) Rothm.
- Paradisea liliastrum var. lusitanica Cout.